# Kleingebiet Bonyhád
Das Kleingebiet Bonyhád (ungarisch Bonyhádi kistérség) war bis Ende 2012 eine ungarische Verwaltungseinheit (LAU 1) innerhalb des Komitats Tolna in Südtransdanubien. Alle 21 Ortschaften wechselten im Zuge der Verwaltungsreform Anfang 2013 in den Nachfolger-Kreis Bonyhád (ungarisch Bonyhádi járás), der wiederum verstärkt um 4 Ortschaften aus dem Kleingebiet Szekszárd hervorging.
Auf einer Fläche von 377,46 km² lebten Ende 2012 28.118 Einwohner, das Kleingebiet war das kleinste und am dünnsten besiedelte im Komitat, die Bevölkerungsdichte (74,5) lag über dem Komitatsdurchschnitt.
Der Verwaltungssitz befand sich in der Stadt Bonyhád (13.758 Ew.), eine weitere Stadt war Nagymányok (2.289 Ew.).

## Ortschaften
Diese 21 Ortschaften gehörten zum Kleingebiet Bonyhád:
- Aparhant (dt. Aperhant )
- Bátaapáti (dt. Abtsdorf)
- Bonyhád (dt.  Bonnhard)
- Bonyhádvarasd (dt. Warersdorf)
- Cikó (dt.  Zickau)
- Grábóc (dt. Grabenhof)
- Györe (dt. Jereben)
- Izmény (dt. Isming)
- Kakasd (dt. Kockers)
- Kisdorog (dt. Kleindorog)
- Kismányok (dt. Kleinmanok)
- Kisvejke (dt. Ungarischwecken)
- Lengyel (dt. Lendl)
- Mórágy (dt.  Moorgart)
- Mőcsény (dt. Möttsching)
- Mucsfa (dt. Mutschwang)
- Nagymányok (dt. Großmanok)
- Nagyvejke (dt. Deutschwecken)
- Tevel (dt.  Tewel)
- Váralja (dt. Warlau)
- Závod (dt. Seiwicht)